# Estill (Karolina Południowa)
Estill – miasto w Stanach Zjednoczonych, w stanie Karolina Południowa, w hrabstwie Hampton.